# Babek (kiełbasa)
Babek (bułg. бабек) – bułgarska kiełbasa wieprzowa charakterystyczna głównie dla Doliny Róż, zwłaszcza Karłowa. 
Kiełbasa przygotowywana jest w cienkim jelicie, z dodatkiem przypraw i suszona pod przyciskiem przez minimum pięćdziesiąt dni, co powoduje, że ma spłaszczony kształt, podobnie jak łukanka.